# اودودنیا سینهالاگاما
اودودنیا سینهالاگاما (به لاتین: Ududeniya Sinhalagama) یک منطقهٔ مسکونی در سری‌لانکا است که در استان مرکزی (سری‌لانکا) واقع شده‌است.